# アメリカ合衆国国際担当財務次官

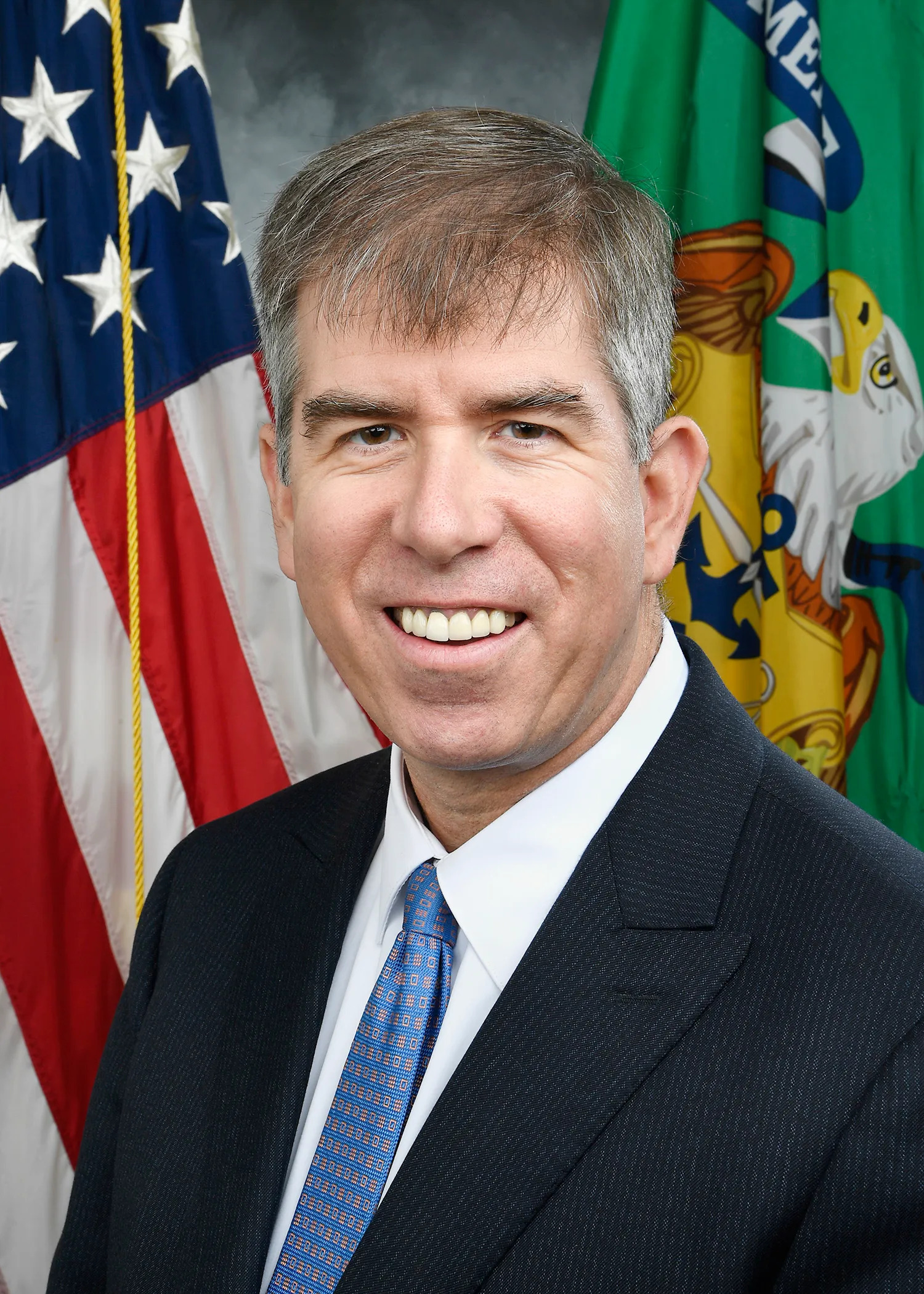
2023年に着任したジェイ・シャンボー

アメリカ合衆国において、国際担当財務次官（こくさいたんとうざいむじかん、Under Secretary for International Affairs）は、財務省において国際的な経済問題について担当する役職であり、財務長官に対して助言を行う。
国際担当財務次官は国際金融の問題を取り扱い、国際的な金融商品取引、投資、経済開発、国際債務に関する政策の立案・実行を指揮する。また国際担当財務次官は、国際通貨基金、世界銀行、その他の国際開発金融機関（米州開発銀行、アフリカ開発銀行、アジア開発銀行、欧州復興開発銀行など）へアメリカが参加する際、アメリカの政策方針について立案を指揮する。さらに国際担当財務次官は、先進主要七カ国間での金融市場政策について、調整を行う。

## 歴代国際担当財務次官
- デイヴィッド・マルフォード（1989年-1992年）
- ローレンス・サマーズ（1993年-1995年）
- ジェフリー・シェーファー（1995年-1998年）
- ティモシー・フランツ・ガイトナー（1998年-2001年）
- ジョン・ブライアン・テイラー（2001年-2005年）
- ティモシー・ディーズ・アダムズ（2005年-2007年）
- デイヴィッド・マコーミック（2007年-2010年）
- ラエル・ブレイナード（2010年-2013年）[2]
- ネイサン・シーツ（2014年-2017年）[3]
- デイヴィッド・マルパス（2017年-2019年）
- ブレント・マッキントッシュ（2019年-2021年）
- ジェイ・シャンボー（2023年-2025年）[4]